# 奧拉·艾拿
泰米塔约·奥卢菲萨约·奥拉奥卢瓦·「奧拉」·艾拿（英語：Temitayo Olufisayo Olaoluwa "Ola" Aina；1996年10月8日—），是一名尼日利亞職業足球運動員，司職右閘，現效力於英超球隊諾定咸森林。尼日利亞國家足球隊成員。

## 俱樂部生涯
2023年7月22日，艾拿被拖連奴放棄後，以一年合約加盟諾丁漢森林。8月12日，他在英超聯賽2-1擊敗阿森納的比賽中首次代表俱樂部出場。11月5日，艾拿在2-0擊敗阿斯頓維拉的比賽中打入了他在森林隊的第一個進球。

## 國家隊生涯
艾拿曾代表英格蘭16歲以下足球代表隊、英格蘭17歲以下足球代表隊、英格蘭18歲以下足球代表隊、英格蘭19歲以下足球代表隊的級別。

## 榮譽

### 國家隊
英格蘭16歲以下足球代表隊
- 勝利之盾：2011

### 球會
車路士預備隊
- 歐洲青年聯賽：2014–15
- 英格蘭足總青年盃：2013–14, 2014–15
- 專業發展聯盟：2013–14